# Pablo Gállego Lardiés
Pablo Gállego Lardiés (Huesca, Aragón, España, 1 de octubre de 1993) es un futbolista español, nacionalizado nicaragüense, que juega de extremo izquierdo para el Managua F. C. de la Liga Primera de Nicaragua.

## Carrera deportiva
Empezó su formación como futbolista en clubes como el Siglo XXI y Peñas Oscenses. Tras una actuación destacada en el campeonato de España sub-16 con la selección de Aragón pasó a la institución del Real Zaragoza y posteriormente a la de la Sociedad Deportiva Huesca. 
En 2012 fichó por la Agrupación Deportiva Almudévar, filial del Huesca, donde jugó una temporada, ya que en la 2013-14 volvió al Huesca para debutar con el primer equipo. En el mercado invernal fichó por el Club Deportivo Sariñena, donde siguió sumando experiencia en Segunda División B.
Posteriormente pasaría por el Club Polideportivo Cacereño y el Club Deportivo Lealtad. En la temporada 2015-16 quedó segundo clasificado en el trofeo a la regularidad  del fútbol extremeño, y también fue elegido mejor jugador del mes de abril por la página de Segunda División B de «Hablemos de Bronce».

### Grecia
Tras haber jugado más de mil minutos en seis meses en el Lealtad, se desvinculó del club y el 20 de diciembre de 2016 anunció su fichaje por el AEL de la Superliga de Grecia. El 4 de enero de 2017 hizo su debut oficial en un partido de liga contra el Veria FC en el que además anotó un gol y recibió el reconocimiento como MVP del partido. 
El 1 de septiembre de 2017 rescindió el contrato de mutuo acuerdo con el AEL.

### Albania
El 24 de julio se comprometió con el Aiginiakos FC, volviendo de esta manera al fútbol griego. Tras una sanción al Aiginiakos que no permitió inscribir a nuevos fichajes mayores de 23 años, firmó por el Klubi Sportiv Kastrioti Krujë, haciendo su debut el 12 de septiembre en la Copa de Albania, donde además marcó el gol contra el Klubi Sportiv Korabi Peshkopi. El 2 de enero de 2019 se hizo oficial su vuelta al fútbol español firmando por el Club Deportivo Teruel de la Segunda División B española.

### Nicaragua
El 3 de enero de 2018 fue presentado por el Real Estelí. El 27 de enero anotó su primer gol oficial en el partido correspondiente a la segunda fecha del Torneo Clausura 2018, y fue nombrado mejor jugador español en el extranjero en ese mismo mes por la web Migrantes del Balón. donde además fue incluido en el once ideal. El Real Estelí logró el subcampeonato de Nicaragua y el oscense fue destacado hasta en seis ocasiones en el equipo ideal de la liga.
En junio de 2019 fichó por el Managua F.C., equipo de la Primera División de Nicaragua, regresando al país centroamericano después de su primera experiencia en el Real Estelí. El 21 de agosto de 2019 hizo historia siendo el primer jugador en marcar un gol internacional con el Managua F.C. y primer jugador español en anotar en la Liga Concacaf. El 11 de diciembre de 2019 el Managua F.C. se proclamó campeón de la Copa Nicaragua, donde Pablo Gállego fue el encargado de ejecutar el penalti decisivo. El 22 de enero Pablo Gállego fue designado mejor jugador del Apertura 2019 de la Primera División de Nicaragua. El 6 de febrero fue nombrado jugador más valioso de la Copa Nicaragua, competición que levantó junto a su equipo. Acabó el año siendo el segundo máximo goleador español del año natural 2020.

### Eslovaquia
El 30 de julio de 2021, firmó por el MFK Zemplin Michalovce en la Superliga de Eslovaquia.

### Grecia
El 5 de enero de 2022, firmó por el Pierikos en la Segunda Superliga de Grecia.

### Islandia
El 21 de abril de 2022 firmó por el Þróttur Vogum en la 1. deild karla, la segunda división del fútbol islandés.

### Regreso a Nicaragua
El 11 de julio de 2022, regresó al Real Estelí de la Primera División de Nicaragua. El 18 de diciembre del mismo año levantaron el título de campeones del Torneo Apertura de Nicaragua, siendo Gállego quien marcó el primer penalti de la tanda tras jugarse la prórroga.

### Hong Kong
El 24 de diciembre de 2022 firmó por el Resources Capital FC de la Liga Premier de Hong Kong.

### El Salvador
En agosto de 2023 firmó por el CD Platense de la Primera División de El Salvador.

## Selección nacional
Debutó con la selección de fútbol de Nicaragua el 2 de febrero de 2022 en un partido amistoso contra Belice que finalizó con un resultado de empate a uno tras el gol de Deon McCaulay para Belice, y del propio Gállego para Nicaragua.
El 13 de octubre de 2022 fue convocado para jugar el amistoso contra la selección de Catar en un partido de preparación del Mundial de Catar 2022.

## Clubes
| Club                   | País        | Año       | Partidos | Goles |
| ---------------------- | ----------- | --------- | -------- | ----- |
| A. D. Almudévar        | España      | 2012-2013 | 53       | 3     |
| S. D. Huesca           | España      | 2013-2014 | 1        | 0     |
| C. D. Sariñena         | España      | 2014      | 10       | 0     |
| C. P. Cacereño         | España      | 2014-2016 | 59       | 8     |
| C. D. Lealtad          | España      | 2016      | 17       | 0     |
| AEL                    | Grecia      | 2017      | 6        | 1     |
| Real Estelí F. C.      | Nicaragua   | 2018      | 21       | 8     |
| K. S. Kastrioti Krujë  | Albania     | 2018      | 6        | 1     |
| C. D. Teruel           | España      | 2019      | 6        | 0     |
| Managua F. C.          | Nicaragua   | 2019-2021 | 97       | 40    |
| MFK Zemplin Michalovce | Eslovaquia  | 2021      | 3        | 0     |
| Pierikos               | Grecia      | 2022      | 3        | 0     |
| Þróttur Vogum          | Islandia    | 2022      | 8        | 0     |
| Real Estelí F. C.      | Nicaragua   | 2022      | 22       | 6     |
| Resources Capital FC   | Hong Kong   | 2023      | 11       | 1     |
| CD Platense            | El Salvador | 2023      | 16       | 2     |
| UD Barbastro           | España      | 2024      | 12       | 0     |
| Real Estelí F. C.      | Nicaragua   | 2024      | 23       | 3     |
| Managua F. C.          | Nicaragua   | 2025-     | 2        | 1     |

## Palmarés

### Campeonatos nacionales
| Título                    | Club           | País      | Año  |
| ------------------------- | -------------- | --------- | ---- |
| Copa Nicaragua            | Managua FC     | Nicaragua | 2019 |
| Torneo Apertura           | Real Estelí FC | Nicaragua | 2022 |
| Liga Primera de Nicaragua | Managua FC     | Nicaragua | 2025 |

### Distinciones individuales
- Mejor jugador del mes de abril de 2016 por la página de Segunda División B de «Hablemos de Bronce».
- Mejor jugador del partido (MVP) el 4 de enero de 2017 en su debut oficial en un partido de liga contra el Veria FC en el que además anotó un gol.
- Mejor jugador español en el extranjero en 2018 por la web Migrantes del Balón.
- Primer jugador español en marcar en la Copa Albania en el partido de su debut en 2018.
- Mejor jugador del Apertura 2019 de la Primera División de Nicaragua.
- Jugador más valioso de la Copa Nicaragua 2019.
- Primer jugador en marcar un gol internacional con el Managua FC en 2019.
- Primer jugador español en anotar en la Liga Concacaf en 2019.
- Mejor jugar del Torneo Clausura de Liga Primera de Nicaragua 2020.
- Segundo máximo goleador español del año natural 2020.